# Gerald Backhouse
Gerald Backhouse (Gerald Ian d’Acres Backhouse; * 6. Dezember 1912 in Terang, Victoria; † 28. Dezember 1941 in Dearham, Cumbria, Vereinigtes Königreich) war ein australischer Mittelstreckenläufer.
Bei den Olympischen Spielen 1936 in Berlin wurde er Achter über 800 m und schied über 1500 m im Vorlauf aus.
1938 gewann er bei den British Empire Games in Sydney Silber im Meilenlauf und wurde Siebter über 880 Yards.
1936 und 1937 wurde er sowohl über 880 Yards wie auch über eine Meile Australischer Meister.

## Persönliche Bestzeiten
- 800 m: 1:53,2 min, 3. August 1936, Berlin
- 1 Meile: 4:12,3 min, 12. Februar 1938, Sydney